# 애너하임 아스널
애너하임 아스널(영어: Anaheim Arsenal)는 미국 캘리포니아주 애너하임을 연고지로 하는 2006년부터 2009년까지 NBA G 리그 서부 디비전 소속되었던 프로농구 팀이다.
2009년 연고지를 매사추세츠주 스프링필드 (스프링필드 아머)로 이전했다.

## 역대 NBA 제휴팀
| NBA 팀                    | 제휴기간      |
| ------------------------- | ------------- |
| 애너하임 아스널           |               |
| 애틀랜타 호크스           | 2007년~2009년 |
| 로스앤젤레스 클리퍼스     | 2006년~2009년 |
| 올랜도 매직               | 2006년~2008년 |
| 포틀랜드 트레일블레이저스 | 2006년~2007년 |

## 역대 홈경기장
| 경기장               | 사용기간      | 장소                  | 수용인원 | 비고 |
| -------------------- | ------------- | --------------------- | -------- | ---- |
| 애너하임 아스널      |               |                       |          |      |
| 애너하임 컨벤션 센터 | 2006년~2009년 | 캘리포니아주 애너하임 | 7,500명  | 빈칸 |

## 역대 한국인 선수
- 하승진 (2006년~2007년)

## 같이 보기
- 애너하임 아미고스